# 小澤亮太
小澤 亮太（おざわ りょうた、1988年1月25日 - ）は、日本の俳優。千葉県館山市出身。HONEST所属。

## 来歴
学生時代はサーフィンやバスケットボールに打ち込んでいたため芸能界には興味がなかったが、ファッションモデルの友人からの勧めで俳優の道へ進んだ。
2010年に舞台『Tシャツ三国志 〜人中に我あり〜』で俳優としてデビュー。同年に舞台『刻め、我ガ肌二君ノ息吹ヲ』で初主演を務めた。
2011年、スーパー戦隊シリーズ『海賊戦隊ゴーカイジャー』にてキャプテン・マーベラス / ゴーカイレッド役で出演し、テレビドラマ初出演および初主演を果たした。
2021年11月30日付でホリ・エージェンシーを退所。2022年1月1日より、HONESTに所属していることを、1月25日に自身のInstagramで発表した。

## 人物
- 趣味はサーフィン・バレーボール・映画鑑賞・ビリヤードで、特技はバスケットボール[1]。
- 妹がいる[5]。また、小澤自身に婚外子がいることを報告している[6]。

### スーパー戦隊シリーズ関連
- 親が特撮作品などを好んでいたことから、自身も幼少期から『秘密戦隊ゴレンジャー』や『宇宙刑事ギャバン』など古い番組のビデオやDVDをよく鑑賞していた[2]。また、兄と弟がいることから、周囲の友人よりもリアルタイムのヒーロー番組に触れる機会も長かったとしている[2]。リアルタイムでは『鳥人戦隊ジェットマン』や『仮面ライダークウガ』などを視聴していた[2]。
- 渡洋史によれば、小澤は『侍戦隊シンケンジャー』のオーディションで最終選考まで残るも落選したことを、渡に明かしていた[7]。
- 『海賊戦隊ゴーカイジャー』を手がけた東映プロデューサーの宇都宮孝明は、小澤を起用した理由についてニヤリと笑う表情が良かったことを挙げている[8]。また、メインライターの荒川稔久はキャプテン・マーベラスの人物像は普通にはおらず小澤自身とも異なるため、役を掴みづらかったであろうと推測し、かなり役を作り込んで成立させてくれたと評している[9]。共演者の池田純矢は、小澤について役と異なり普段はフワフワしていて可愛いと称している[10]。
- ゴーカイジャーのメンバーとは、撮影当初は仲良くやっていこうと標榜していたが、途中からはそれぞれがマイウェイを進みながら作品のために結束するという形へと変わり、とてもいい形の関係であったと語っている[3]。小澤は最年長かつリーダー役だったことから相談を受けることもあったと語っている[3]。同作で悪役を演じ、共演場面の多かった細貝圭とはアクションなどで苦労を共にしたことから、頼りになる兄貴分として親しくしている[3]。
- 『ゴーカイジャー』で共演した先輩らとは現在とも交流を続けており、中でも、『鳥人戦隊ジェットマン』の若松俊秀[3]、『五星戦隊ダイレンジャー』の羽村英[3]、『爆竜戦隊アバレンジャー』の富田翔とは仲が良いと語っている。舞台『Tシャツ三国志』で共演した『炎神戦隊ゴーオンジャー』の古原靖久は『ゴーカイジャー』以前から親交があった[2][3]。
- 食事のシーンではマーベラスは肉を食べることが多かったが、小澤自身は肉は好きだが体型維持のために食事制限であまり食べられないため、小澤自身の喜びの感情を表に出して演じている[2]。ただし肉だけ食べるため、後で胃がもたれていたとのこと[2]。

## 出演

### テレビドラマ
- スーパー戦隊シリーズ（テレビ朝日） - キャプテン・マーベラス / ゴーカイレッド 役
  - 海賊戦隊ゴーカイジャー（2011年2月13日 - 2012年2月19日） - 主演
  - 動物戦隊ジュウオウジャー 第28話・第29話（2016年9月4日・11日）[11]
  - 4週連続スペシャル スーパー戦隊最強バトル!!（2019年2月17日 - 3月10日）[12]
- 青山ワンセグ開発 ジョナ散歩（NHKワンセグ2） - 山崎 役
  - 第1期 最終話（2011年12月17日）
  - 第2期 最終話（2015年3月5日 / 3月6日、NHK Eテレ）
- 悪夢のドライブ（2012年4月29日 - 7月1日、BS朝日） - 主演・猫多信男（通称ネコ） 役
- サマーレスキュー〜天空の診療所〜（2012年7月8日 - 9月23日、TBS） - 村田佳秀 役
- 福岡恋愛白書8 メグとアイくん（2013年3月22日、KBCテレビ） - 主演・秋吉樹 役
- なるようになるさ。（TBS） - 長島健 役
  - シーズン1 第1話・第2話・第6話・第10話（2013年7月12日・19日・8月16日・9月13日）
  - シーズン2 第1話 - 第3話（2014年4月22日 - 5月6日）
- ほんとにあった怖い話 夏の特別編2013「蠢く人形」（2013年8月17日、フジテレビ） - 山本聡 役
- S -最後の警官- 第1話（2014年1月12日、TBS） - 篠田秀雄 役
- ドラマスペシャル「刑事」（2014年3月26日、テレビ東京） - 中山聡 役
- 月曜ゴールデン特別企画「全盲の僕が弁護士になった理由～実話に基づく感動サスペンス!～」（2014年12月1日、TBS） - 神田刑事 役
- ファーストクラス 第8話（2014年12月10日、フジテレビ） - 河瀬裕一 役
- 新春ワイド時代劇「大江戸捜査網2015〜隠密同心、悪を斬る!」（2015年1月2日、テレビ東京） - 徳川家斉 役
- AKBラブナイト 恋工場 第17話「コミカルラブ」（2016年6月16日、テレビ朝日） - 一輝 役
- 遺産相続弁護士 丸井華（2016年8月19日、読売テレビ / 8月21日、日本テレビ） - 杉本健斗 役
- 科捜研の女（テレビ朝日）
  - season16 お正月スペシャル（2017年1月3日） - 石井健太 / 奥沢純一 役
  - season19 第19話（2019年11月7日） - 菅野芳樹 役
- ミステリースペシャル 特殊犯罪課・花島渉（2017年3月16日、テレビ朝日） - 所雅和 役
- 相棒 season16 第15話（2018年2月7日、テレビ朝日） - 矢部大輔 役
- WOWOW映画の日特別ドラマ「NO MOVIE,NO LIFE」第2幕（2018年2月10日、WOWOW） - 岡崎潤 役
- コンフィデンスマンJP 第9話（2018年6月4日、フジテレビ） - 志村庄一 役
- ドラマスペシャル 未解決の女 警視庁文書捜査官 〜緋色のシグナル〜（2019年4月28日、テレビ朝日） - 三田村順也 役
- サウナーマン〜汗か涙かわからない〜 第10汗（2019年9月23日、ABCテレビ） - 須藤光一 役[13]
- シャーロック 第5話（2019年11月4日、フジテレビ） - 清水弘人 役
- 100文字アイデアをドラマにした! 第2話（2020年1月14日、テレビ東京） - 亮 役
- 警視庁・捜査一課長2020 第10話（2020年7月9日、テレビ朝日） - 藤賀嵐士 役
- 七人の秘書 第7話（2020年12月3日、テレビ朝日） - 北沢静男 役

### テレビ番組
- おはよう朝日です（2013年4月2日 - 2014年3月25日、ABCテレビ） - 火曜コメンテーター

### 映画
- スーパー戦隊シリーズ - キャプテン・マーベラス / ゴーカイレッド 役
  - 天装戦隊ゴセイジャーVSシンケンジャー エピックon銀幕（2011年1月22日） - 声のみ
  - ゴーカイジャー ゴセイジャー スーパー戦隊199ヒーロー大決戦（2011年6月11日） - 主演
  - 海賊戦隊ゴーカイジャー THE MOVIE 空飛ぶ幽霊船（2011年8月6日） - 主演
  - 海賊戦隊ゴーカイジャーVS宇宙刑事ギャバン THE MOVIE（2012年1月21日） - 主演
  - 仮面ライダー×スーパー戦隊 スーパーヒーロー大戦（2012年4月21日） - 井上正大とダブル主演
  - 特命戦隊ゴーバスターズVS海賊戦隊ゴーカイジャー THE MOVIE（2013年1月19日）
  - 仮面ライダー×スーパー戦隊×宇宙刑事 スーパーヒーロー大戦Z（2013年4月27日） - 声のみ
- 世界で一番美しい辞書（2011年9月21日） - 主演・河山篤志 役
- 恋する歯車（2013年2月9日） - 主演・高岡祐市 役
- 半グレvsやくざ（2013年12月1日） - 坂井力也 役
- さまよう小指（映画祭：2014年2月28日・3月1日 / 2014年9月14日） - 主演・涼介 / クローン 役
- 共に歩く（2014年4月5日） - 主演・松本哲也 役
- ホットロード（2014年8月16日） - カズヤ 役
- アキラNo.2（2014年9月27日） - 主演・矢沢アキラ 役
- ピース オブ ケイク（2015年9月5日） - ミツ 役
- のぞきめ（2016年4月2日） - 城戸勇太郎 役
- シマウマ（2016年5月21日） - 桜田キョウヤ 役
- まっ白の闇（2018年11月3日） - 主演・葉山昌 役（百瀬朔とダブル主演）
- コンフィデンスマンJP -ロマンス編-（2019年5月17日） - 志村庄一 役

### オリジナルビデオ
- 外交官 黒田康作 DVD-BOX スピンオフドラマ「外交官 黒田康作 Message from 1999」（2011年6月15日、ポニーキャニオン） - 小暮翔太 役
- スーパー戦隊シリーズ - キャプテン・マーベラス / ゴーカイレッド 役
  - 海賊戦隊ゴーカイジャー キンキンに!ド派手に行くぜ!36段ゴーカイチェンジ!!（2011年、講談社） - 主演
  - テン・ゴーカイジャー（2022年3月9日、東映ビデオ） - 主演[14]
  - 機界戦隊ゼンカイジャーVSキラメイジャーVSセンパイジャー（2022年9月28日、東映ビデオ）[15]
- エヂソンにＩ♡Ｕ（2019年7月1日、東洋化成） - 青山 役

### 配信ドラマ
- スーパー戦隊シリーズ
  - ネット版 仮面ライダー×スーパー戦隊 スーパーヒーロー大変 〜犯人はダレだ?!〜（2012年） - ゴーカイレッドの声、その他のキャラクターの声 役
  - 海賊版!!テン・ゴーカイチェンジ〜10年越しの変身講座（2021年10月25日） - キャプテン・マーベラス 役[16]
  - ツーカイザー×ゴーカイジャー ～ジューンブライドはたぬき味～（2022年6月5日） - キャプテン・マーベラス / ゴーカイレッド 役[17]
  - ナンバーワン戦隊ゴジュウジャー アニバーサリー討論会（2025年2月9日、YouTube） - ゴーカイレッド 役

### 舞台
- ATEAM GROUP プロデュース舞台公演vol.2『テガミ』（2008年11月19日 - 24日、シアターグリーン） - 千導 役[18]
- Tシャツ三国志 〜人中に我あり〜（2010年3月10日 - 15日、全労済ホール/スペースゼロ） - 李儒 / 関羽 役[19]
- 100LIFE ワンハンドレッドライフ（2010年4月23日 - 25日、前進座劇場）[20]
- 真夜中の取調室（2010年6月5日）[21]
- 華鬼（2010年） - 堀川響 役[1]
- 刻め、我ガ肌二君ノ息吹ヲ（2010年） - 主演・白狐丸 役[22]
- ふしぎ遊戯（2010年） - 翼宿 役[23]
- 豆之坂書店〜読みたがりたちの読書会〜（2011年） - 山田一太郎（大学生） 役[24]
- 理系ヲタが、船上で恋する確率（2012年9月26日 - 10月10日） - 主演・リーマン 役[25]
- 3150万秒と、少し（2013年） - 川原直人 役[26]
- ROBOTICS;NOTES（2013年） - 主演・八汐海翔 役[27]
- ダンガンロンパ 希望の学園と絶望の高校生（2014年10月29日 - 11月3日、日本青年館大ホール） - 十神白夜 役[28]
- 曇天に笑う（2015年2月21日 - 3月1日、天王洲 銀河劇場） - 風魔小太郎 役[29]
  - 曇天に笑う 再演（2016年5月27日 - 6月5日、天王洲銀河劇場 他） - 風魔小太郎 役
- 竹林の人々（2015年7月30日 - 8月9日、座・高円寺1 / 8月13日 - 16日、HEPホール） - 松竹 / 町村 役[30]
- 武士白虎〜もののふ白き虎〜（2015年9月17日 - 27日、天王洲銀河劇場 / 名古屋 / 大阪） - 庄田保鉄 役[31]
- シャトナー・オブ・ワンダー #3「ロボ・ロボ」（2016年1月16日 - 24日、天王洲銀河劇場） - レコーダーMR-5 役
- パラノイア★サーカス（2016年2月26日 - 3月6日、サンシャイン劇場） - 江戸川乱歩 役[32]
- 光の光の光の愛の光の（2016年9月28日 - 10月2日）[33]
- 地獄少女（2016年11月9日 - 13日、CBGKシブゲキ!!） - 一目連 役
- 紅き谷のサクラ〜幕末幻想伝 新選組零番隊〜（2017年1月12日 - 15日、天王洲銀河劇場） - 桐山甚兵衛 役[34]
- 電車は血で走る / 無休電車 ※電車二部作同時上演（2017年6月2日 - 18日、本多劇場 / 6月23日 - 25日、サンケイホールブリーゼ劇場） - 男前田ドクロ 役[35]
- 遠い夏のゴッホ（2017年7月14日 - 23日、銀河劇場 / 7月29日・30日、森ノ宮ピロティホール） - バンクォー 役[36]
- ナナマル サンバツ THE QUIZ STAGE（2018年5月4日 - 9日、全労済ホール／スペース・ゼロ） - 笹島學人 役[37]
- 幼児・小学生・戦隊ファン向け 夏休み企画 ももたろう（2018年7月23日 - 8月10日、ルミネtheよしもと） - いぬ 役[38]
- 変わり咲きジュリアン（2018年8月22日 - 26日、あうるすぽっと） - 糸屋誠一 役[39]
- ナナマル サンバツ THE QUIZ STAGE ROUND 2（2019年5月3日 - 8日、三越劇場） - 笹島學人 役
- 幼児・小学生・戦隊ファン向け 夏休み企画 ももたろう（2019年7月23日 - 8月10日、ルミネtheよしもと / 9月21日、倉敷市民会館） - いぬ 役[40]
- 傷だらけのカバディ（2019年11月21日 - 12月1日、あうるすぽっと） - 林原龍二 役
- 飛龍伝 2020（2020年1月30日 - 2月12日、新国立劇場中劇場 / 2月22日 - 24日、COOL JAPAN PARK OSAKA TTホール） - ねずみ（早稲田）役
- ナナマル サンバツ THE QUIZ STAGE O（オー）（2021年1月6日 - 17日、博品館劇場） - 笹島學人 役
- 素敵なカミングアウト（2022年5月17日 - 22日、六行会ホール） - 苫米地次郎 役
- 舞台「オオカミの誘惑」（2022年7月23日 - 26日、博品館劇場） - 朝岡晴光 役（Wキャスト）[41]
- オンディーヌ（2022年12月23日 - 25日、ウインクあいち（愛知県産業労働センター）大ホール / 2023年1月6日 - 11日、東京芸術劇場 シアターウエスト） - ハンス 役（宇野結也とのダブルキャスト）[42]
- 『Run For Your Wife』（2023年7月12日 - 19日、あうるすぽっと） - ボビー・フランクリン 役[43]
- 桃太郎 〜芥川龍之介ver.〜（2024年6月12日 - 16日、六行会ホール）[44]

### ミュージック・ビデオ
- Acid Black Cherry「眠り姫」（2009年）[1]
- 中村舞子「Never Let Me Go」（2011年）[45]
- A.F.R.O「記念日 with HIDE from GReeeeN」（2014年4月30日）
- GILLE「忘れないよ」（2014年）

### ラジオ
- りょー the Studio R（2012年4月1日[46] - 2016年3月27日、FMヨコハマ）

### ネット配信
- 陸海空 イケメンマネーアース（2018年7月22日 - 12月9日、AbemaTV） - レギュラー
- 傷だらけのイケメン達 #5 - #8（2018年11月3日 - 24日、dTVチャンネル）
- 東京デートストーリー （2019年2月 - 配信終了、東京カレンダー）
- 幼児・小学生・戦隊ファン向け冬休み企画  配信版 ももたろう（2021年12月25日 - 2022年1月3日） - いぬ 役

### CM
- 毎日コミュニケーションズ「マイナビ2010」（2009年）
- プリマハム「海賊戦隊ゴーカイジャーソーセージ」（2011年）
- バンダイ
  - 「スーパー戦隊カラーチョコ」（2011年）
  - 「あいうえおっけーラムネ」（2011年）
- 花王「メンズビオレ ジェルボディウォッシュ」（2013年）
- 「Improves」モデル（2014年）

### ゲーム
- スーパー戦隊シリーズ（バンダイナムコゲームス） - ゴーカイレッド 役
  - スーパー戦隊バトル ダイスオーDX（2011年2月11日）
  - スーパー戦隊バトル レンジャークロス（2011年9月8日）
  - 海賊戦隊ゴーカイジャー あつめて変身!35戦隊!（2011年11月17日）

### 玩具
- 海賊戦隊ゴーカイジャー モバイレーツ -MEMORIAL EDITION-（2021年12月）
- ゴーカイガレオンキー[注 1]（2022年3月9日）
- 海賊戦隊ゴーカイジャー モバイレーツ -MEMORIAL BEST SELECTION-（2025年6月13日）

## 作品

### イメージビデオ
- C（2011年12月21日、ポニーキャニオン）
- Graduation（2012年5月21日、東映ビデオ）
- 蒼・島・日・記（2015年1月23日、イーネット・フロンティア）

### カレンダー
- 2012年 カレンダー（2011年10月19日）[47]
- 2015年 カレンダー（2014年12月5日）[48]
- 2016年 卓上カレンダー（2016年3月発売予定）[49]

### トレーディングカード
- 小澤亮太 トレーディングカード（2013年1月25日発売）[50]
- 小澤亮太2ndトレーディングカード（2014年1月発売）[51]

## 書籍

### 写真集
- COLOR（2011年、ワニブックス）[52]
- HOME GROUND（2014年、イーネットフロンティア）[53]